# Выгода (Копычинецкая городская община)
Вы́года (укр. Вигода) — село в Копычинецкой городской общине Чортковского района Тернопольской области Украины.
До 2020 года входило в Гусятинский район.
Код КОАТУУ — 6121682402. Население по переписи 2001 года составляло 317 человек.

## Географическое положение
Село Выгода находится на расстоянии в 1 км от села Пастушье и
в 1,5 км от села Гадинковцы.
Рядом проходят автомобильная дорога М-19 (E 58) и
железная дорога, станция Выгнанка.

## История
- 1715 год — дата основания.

## Объекты социальной сферы
- Клуб.